# Flodsprutan II
Flodsprutan II är ett tidigare brandfartyg i Göteborg, som sedan 1978 är museifartyg på Göteborgs Maritima Centrum.
Flodsprutan II byggdes av AB Lindholmen-Motala, som hade varv i Göteborg och i Motala, och levererades 1932 efter beställning den 3 februari 1931 av Göteborgs Drätselkammare för Göteborgs stads brandkår. Hon ersatte den tidigare Flodsprutan från 1908. Hon var i full tjänst fram till 1971, varefter hon sattes i reserv efter att fått en efterträdare i den då nybyggda Göte. Hon utrangerades 1977 och blev då museibåt.
Hon byggdes om 1964–1965 vid Lödöse varv.

## Bildgalleri

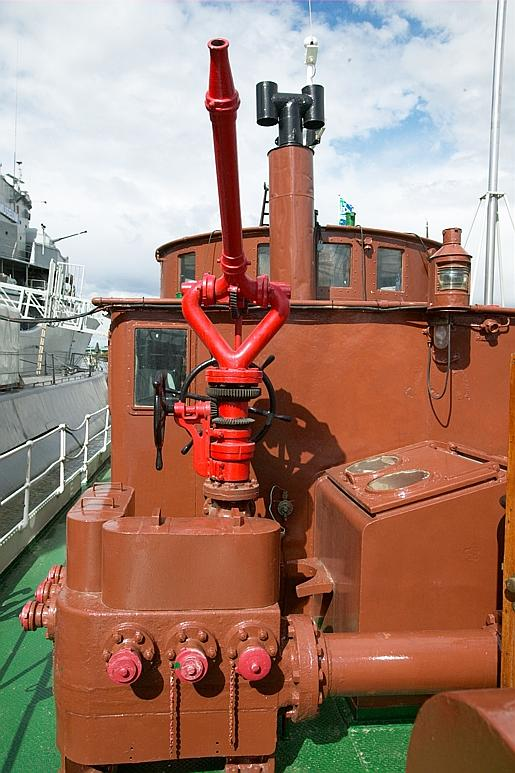
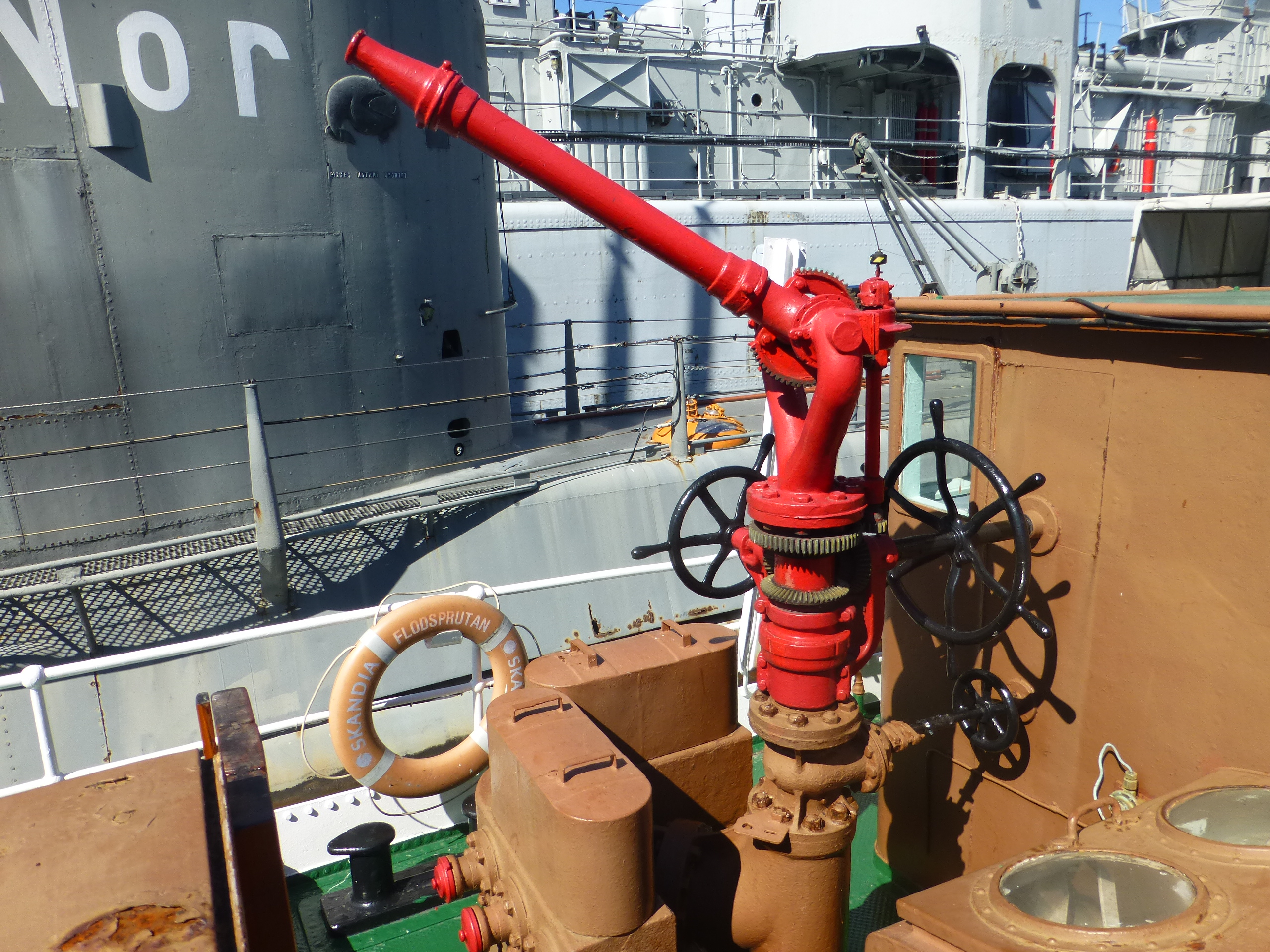
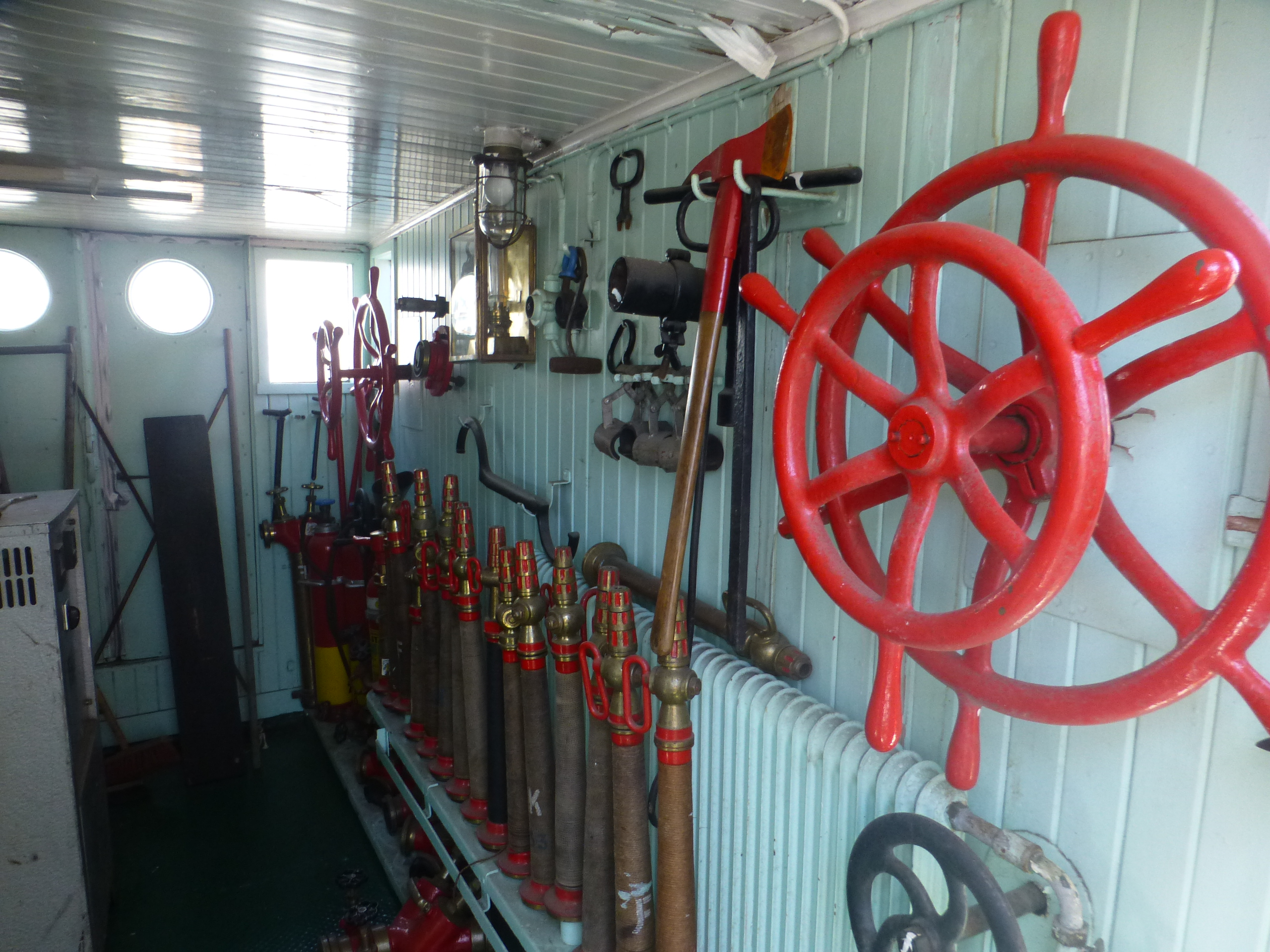
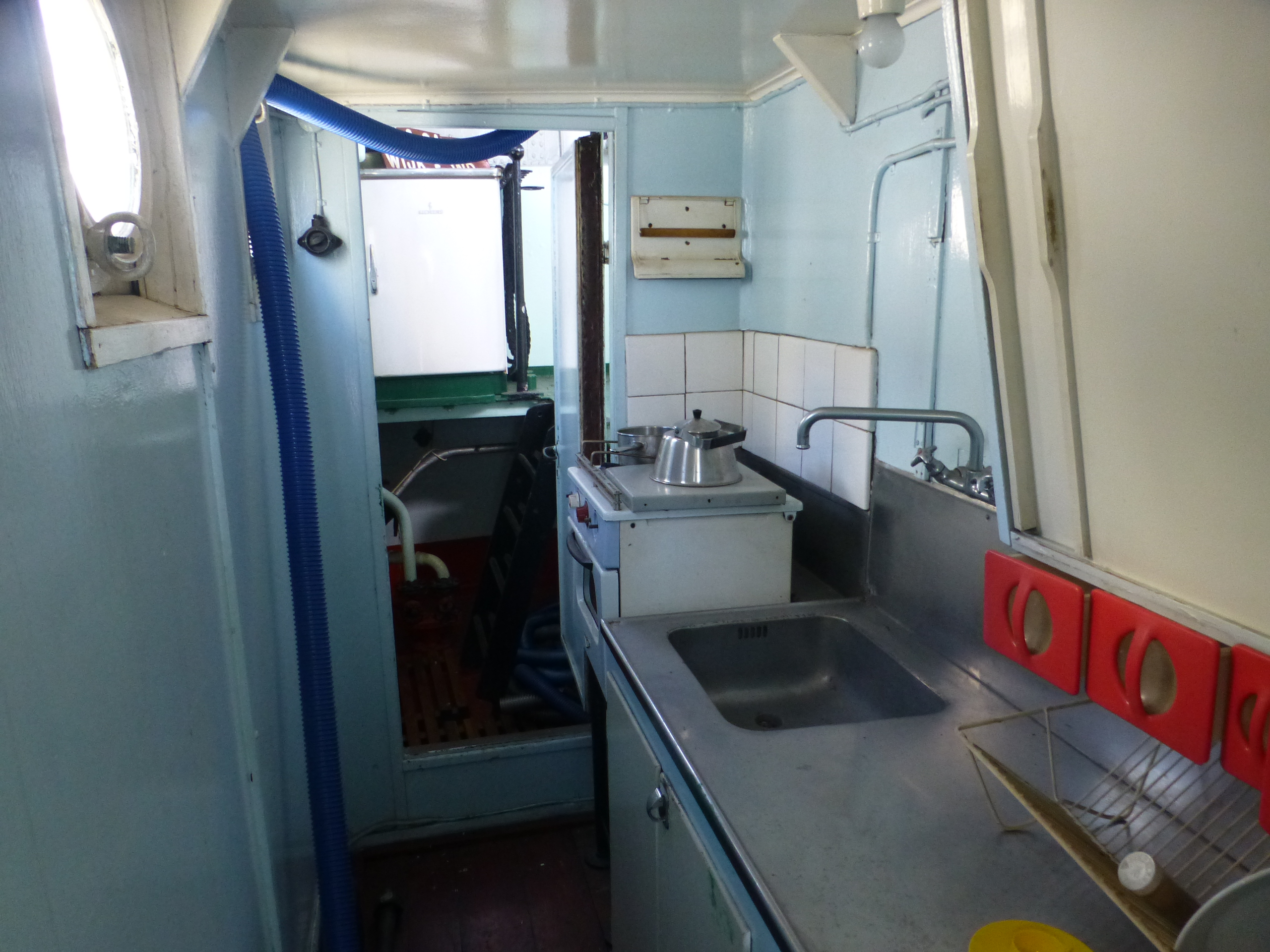